# Francis B. Brewer

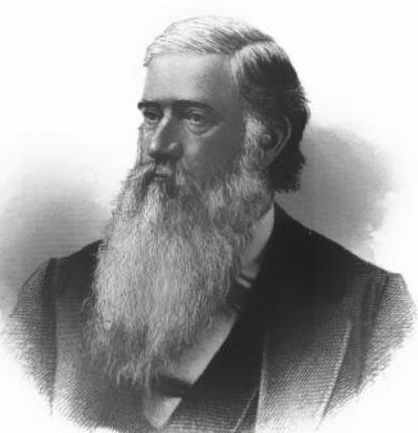
Francis B. Brewer

Francis Beattie Brewer (* 8. Oktober 1820 in Keene, New Hampshire; † 29. Juli 1892 in Westfield, New York) war ein US-amerikanischer Politiker. Zwischen 1883 und 1885 vertrat er den Bundesstaat New York im US-Repräsentantenhaus.

## Werdegang
Francis Brewer besuchte die öffentlichen Schulen in Barnet und das  Newberry Seminary, beide in Vermont. Außerdem absolvierte er die Kimball Union Academy in Meriden und dann im Jahr 1843 das Dartmouth College in Hanover. Nach einem anschließenden Medizinstudium, ebenfalls am Dartmouth College, und seiner 1846 erfolgten Zulassung als Arzt begann er in diesem Beruf zu praktizieren, den er zwischen 1849 und 1861 in verschiedenen Städten in Vermont, Massachusetts und Pennsylvania ausübte. In Titusville (Pennsylvania) stieg er in das Öl- und Holzgeschäft ein. Im Jahr 1861 zog er nach Westfield in New York, wo er im Bankgewerbe, im Handwerk und in der Landwirtschaft arbeitete. Während des Bürgerkrieges war er State Military Agent im Rang eines Majors.
Nach dem Krieg schlug Brewer als Mitglied der Republikanischen Partei eine politische Laufbahn ein. Zwischen 1868 und 1879 gehörte er dem Bezirksrat im Chautauqua County an; im Juni 1872 nahm er als Delegierter an der Republican National Convention in Philadelphia teil, auf der Präsident Ulysses S. Grant zur Wiederwahl nominiert wurde. In den Jahren 1873 und 1874 saß Brewer in der New York State Assembly. Vier Jahre lang war er Direktor der Bundesregierung für die Union Pacific Railroad. 1881 übernahm er die Leitung der staatlichen Nervenheilanstalt in Buffalo.
Bei den Kongresswahlen des Jahres 1882 wurde Brewer im 33. Wahlbezirk von New York in das US-Repräsentantenhaus in Washington, D.C. gewählt, wo er am 4. März 1883 die Nachfolge von Henry Van Aernam antrat. Da er im Jahr 1884 auf eine weitere Kandidatur verzichtete, konnte er bis zum 3. März 1885 nur eine Legislaturperiode im Kongress absolvieren. Nach dem Ende seiner Zeit im US-Repräsentantenhaus war Brewer wieder als Arzt tätig. Er starb am 29. Juli 1892 in Westfield.